# Coronel Assis
Jonildo de José Assis (Cuiabá, 16 de abril de 1976), mais conhecido como Coronel Assis é um policial militar e político brasileiro, filiado ao partido UNIÃO BRASIL (UNIÃO), eleito em 2022 para o cargo de Deputado Federal pelo Mato Grosso.

## Biografia
Jonildo é Ex-Comandante Geral da PMMT e também, foi Secretário Adjunto da Secretaria de Segurança Pública, é ex-comandante do GEFRON e ex comandante do BOPE PMMT , se candidatou pela primeira vez em 2022, sendo eleito com a votação de 47.479 votos.

## Controvérsias

### Impunidade a políticos acusados de assassinato
Em 10 de abril de 2024, o policial Jonildo Assis (União-MT) foi um dos deputados federais que votou no plenário da Câmara dos Deputados em favor da soltura do deputado Chiquinho Brazão que é acusado pela Polícia Federal de ser mandante do assassinato da ex-vereadora carioca Marielle Franco e, também, de possuir vínculos com organizações criminosas milicianas do Rio de Janeiro. Esta decisão de ser contrária à prisão de um deputado federal acusado de assassinato e que foi considerado como perigoso para a Justiça Brasileira foi tomada por todos os membros do partido União Brasil.